# Nigavan
Nigavan (in armeno Նիգավան?; fino al 1947 Danagirmaz e Damagermaz, dal 1947 al 1967 Ovit e Hovit) è un comune dell'Armenia di 707 abitanti (2001) della provincia di Aragatsotn.